# Années 1460
Les années 1460 couvrent la période de 1460 à 1469.

## Événements
- 1458-1490 : apogée de la Hongrie sous le règne de Mathias Corvin. Il crée « l’armée noire » (fekete sereg), une armée permanente de 18 000 mercenaires (tchèques, allemands, polonais)[1].
- 1460-1475 : l'Inca Pachacutec et son fils Tupac Yupanqui soumettent la puissante civilisation Chimú au Pérou[2].
- 1461-1469 : triomphe de la maison d'York dans la Guerre des Deux-Roses[3].
- 1461-1465 : les Portugais atteignent la Sierra Leone et les îles Bissagos (1461-1462), puis le golfe de Guinée (1465). Premier développement de la traite des Noirs[4].
- 1462-1472 : guerre civile catalane[5].
- 1464-1492 : règne de Sonni Ali Ber. Le Songhaï est alors un petit royaume occupant la vallée du Niger, du nord de Bourem au sud de Say. Ses ennemis sont nombreux et puissants : l’empire du Mali, les Touareg de Tombouctou, les Peul qui essayent de s’infiltrer dans la vallée du Niger, et toutes les tribus pillardes qui font souvent des incursions au sud du pays. À la tête d’une armée organisée comportant une importante cavalerie, il s’empare de Tombouctou (1468), de Djenné (1473) et de la région des lacs. Il lutte victorieusement contre les Peul, les Touareg et les Mossi. Il développe la cavalerie et crée une flotte de 400 pirogues pour continuer la guerre pendant la saison des pluies. Élevé dans le paganisme, il persécute les lettrés musulmans qui le maudissent[6].
- 1465 : Ligue du Bien public, révolte nobiliaire contre le roi de France Louis XI[7].
- 1466 : le second traité de Thorn met fin de la guerre de Treize Ans entre l’ordre Teutonique et la Pologne[8].
- 1467-1477 : guerre d'Ōnin au Japon[9].

## Personnalités significatives
- Charles le Téméraire
- Georges de Bohême
- Louis XI de France
- Matthias Ier de Hongrie
- Gjergj Kastriot Skanderbeg
- François Villon
- Vlad III l'Empaleur